# Metrocolor
El Metrocolor es el nombre comercial de un sistema de grabación de películas en color que usó la Metro-Goldwyn-Mayer entre los años 50 y 80 del siglo XX en sus laboratorios. Sus colores no eran tan brillantes como los del Technicolor pero resultaba más económico. También se usó con el sistema Cinemascope, al igual que en las series de televisión. Metrocolor utilizó la película Eastmancolor de Kodak en casi todas sus cintas, aunque utilizaba algunos procesos distintos, los cuales se aplicaban en un laboratorio de MGM ubicado en Culver City hasta 1986.